# Sega 32X
Sega 32X, kodno ime Project Mars (hrv. „Projekt Mars”), ime je za dodatak za igraću konzolu Sega Mega Drive/Genesis. 
Namjena ovog dodatka bilo je ažuriranje već zastarjele konzole Mega Drive/Genesis, koja je sve više gubila mjesto na tržištu osobito od sve popularnije Nintendo SNES. Kombinacijom Sega 32x s konzolom Mega Drive/Genesis poboljšavale su se performanse sistema, ali zbog lošeg iskustva s dodatkom Mega-CD i skorog izlaska nove konzole Sega Saturn, mnogi su kupci zaobišli ovaj dotatak, a zbog loše prodaje Sega ubrzo povlači prodaju Sege 32x.